# Emilia Pérez
Emilia Pérez é um filme musical de comédia criminal de 2024 escrito e dirigido por Jacques Audiard. É estrelado por Zoë Saldaña, Karla Sofía Gascón, Selena Gomez, Adriana Paz e Édgar Ramírez. As canções originais do filme foram contribuídas por Camille, enquanto sua trilha original foi fornecida por Clément Ducol. As seções coreográficas do filme são assinadas por Damien Jalet.
A protagonista é a chefe do narcotráfico mexicano “Manitas” identificada como homem ao nascer, que com a ajuda da advogada Rita (Zoe Saldaña) realiza uma cirurgia de redesignação de gênero para o feminino. Seu novo nome é Emilia Pérez (papel principal interpretado pela atriz transgênero espanhola Karla Sofía Gascón). Sua esposa, Jessi del Monte, é interpretada por Selena Gomez.
O filme estreou em 18 de maio de 2024 no 77º Festival de Cinema de Cannes, e foi selecionado para concorrer à Palma de Ouro em sua seção principal de competição, onde ganhou o Prêmio do Júri e seu elenco feminino ganhou o prêmio de Melhor Atriz. Venceu o Globo de Ouro de melhor filme em língua não inglesa, em 2025.
O filme recebeu críticas geralmente positivas nos Estados Unidos e na Europa, que elogiaram a direção, a música, as atuações e os temas, mas recebeu avaliações baixas do público em agregadores como o Rotten Tomatoes. No México, o filme foi criticado tanto pelo público quanto pela crítica, que criticaram sua deturpação cultural, composição, uso de estereótipos e diálogos em espanhol. Alguns comentaristas LGBTQIA+ também criticaram sua representação de pessoas trans.

## Sinopse
A descontente advogada Rita é encarregada de ajudar um líder fugitivo do cartel mexicano a se submeter a uma cirurgia de redesignação sexual para fugir das autoridades e afirmar seu gênero.

## Elenco
- Zoë Saldaña como Rita Moro Castro
- Karla Sofía Gascón como Emilia Pérez / Juan "Small Hands" Del Monte[12]
- Selena Gomez como Jessi Del Monte
- Adriana Paz como Epifania
- Édgar Ramírez como Gustavo
- Mark Ivanir como Dr. Wasserman
- James Gerard
- Shiraz Tzarfati
- Agathe Bokja
- Lucas Varoclier como jovem Diego
- Marie-Elisabeth Robert
- Eric Geynes
- Anabel Lopez
- Eduardo Aladro
- Line Phé
- Cyrus Khodaveisi
- Yohan Levy
- Daniel Velasco-Acosta como guarda-costas
- Jonas Paz-Benavides[13]

## Produção
Em janeiro de 2022, a Télérama lançou um programa de 5 episódios cobrindo detalhadamente a pré-produção de Audiard para o filme. Audiard desenvolveu o roteiro do filme a partir do que originalmente pretendia ser um libreto de ópera em quatro atos. A personagem-título foi inspirada em um capítulo do romance Écoute de Boris Razon de 2018. Emilia Pérez marca a primeira vez que Audiard escreve um filme sozinho. No entanto, Thomas Bidegain, que co-escreveu vários filmes com Audiard, atuou como colaborador criativo no filme. Clément Ducol compôs a trilha sonora original do filme, enquanto a cantora francesa Camille escreveu todas as canções originais, com a ajuda de um tradutor mexicano, e as cantou para a demo. Damien Jalet coreografou as sequências musicais.
As filmagens estavam programadas para começar no outono de 2022, mas foram adiadas por seis meses devido a conflitos de agenda com os membros do elenco. Foi originalmente planejado para acontecer em locações no México, mas foi transferido para um estúdio perto de Paris, de acordo com os desejos de Audiard. As cenas internas incluirão uma reconstrução de um "autêntico cenário mexicano". Audiard afirmou que o ambiente de estúdio lhe proporcionaria a capacidade de "produzir mais forma" e lhe daria "mais liberdade para as partes que são cantadas e coreografadas". A filmagem começou em maio de 2023 na região da Ilha de França, antes de terminar em 5 de julho de 2023.
O filme foi produzido por Pascal Caucheteux através de sua empresa Why Not Productions, e também por Audiard e Valérie Schermann através de sua empresa Page 114; em coprodução com France 2 Cinéma e Pimienta Films do México. Em fevereiro de 2024, a Saint Laurent Productions de Anthony Vaccarello, uma divisão da casa de moda Yves Saint Laurent, embarcou no filme como coprodutora. Vaccarello também criou os figurinos do filme.

## Lançamento
Emilia Pérez foi selecionado para concorrer à Palma de Ouro no Festival de Cinema de Cannes de 2024, onde teve sua estreia mundial em 18 de maio de 2024. O filme foi aplaudido de pé com relatos de que durou nove minutos ou 11 minutos.
As vendas mundiais são administradas pelos The Veterans. Pouco depois de sua estreia, a Netflix derrotou vários estúdios e estava em negociações para adquirir os direitos de distribuição do filme para a América do Norte e o Reino Unido por 2 milhões de dólares; o negócio acabou sendo fechado em 8 milhões. O filme foi programado para ser lançado nos cinemas na França em 21 de agosto de 2024 pela Pathé.

## Recepção

### Crítica
No Rotten Tomatoes, o filme detém um índice de aprovação de 72% com base em 262 críticas, com uma classificação média de 6,7/10, por outro lado, detém um índice de 17% em relação ao público em geral. No Metacritic, o filme tem uma pontuação média ponderada de 70 em 100, com base em 55 críticas indicando críticas "geralmente favoráveis", mas mista em relação aos usuários do site.
Críticos e organizações de defesa dos direitos LGBTQ foram bem críticos do filme. Falando no programa Pop Culture Happy Hour da NPR, a crítica Reanna Cruz afirmou que "parecia que o cineasta estava retratando mulheres trans como mentirosas", enquanto a GLAAD classificou o filme como "uma representação profundamente retrógrada de uma mulher trans" e "um retrocesso para a representação trans".
Emilia Pérez foi amplamente criticado no México. Quando o filme foi exibido no Festival de Cinema de Morelia em outubro de 2024, o público mexicano demonstrou descontentamento com a falta de "sensibilidade e contexto", além dos comentários genéricos de Audiard, que admitiu não ter pesquisado profundamente o contexto mexicano.
Ao comentar em seu canal no Youtube em fevereiro de 2025, Isabela Boscov disse que "bem que os mexicanos avisaram (...) é um desastre anunciado." E chamou de "arrogante" a forma como o filme "santifica" um dos personagens que representa o problema do narcotráfico no México.

### Prêmios e indicações
| Prêmio/Festival              | Data da cerimônia       | Categoria                          | Indicado(s) | Resultado | Ref.   |
| ---------------------------- | ----------------------- | ---------------------------------- | --- | --------- | ------ |
| Festival de Cinema de Cannes | 25 de maio de 2024      | Palma de Ouro                      | Jacques Audiard | Indicado  | [ 35 ] |
| Festival de Cinema de Cannes | 25 de maio de 2024      | Prêmio do Júri                     | Jacques Audiard | Venceu    | [ 35 ] |
| Festival de Cinema de Cannes | 25 de maio de 2024      | Melhor Atriz                       | Adriana Paz, Zoë Saldaña, Karla Sofía Gascón e Selena Gomez                                                               | Venceram  | [ 35 ] |
| Festival de Cinema de Cannes | 25 de maio de 2024      | Queer Palm                         | Jacques Audiard | Indicado  | [ 36 ] |
| Festival de Cinema de Cannes | 25 de maio de 2024      | Prêmio Trilha Sonora               | Clément Ducol & Camille                                                                                                   | Venceram  | [ 37 ] |
| Prêmios Globo de Ouro        | 5 de janeiro de 2025    | Melhor Filme - Comédia ou Musical  | Emilia Pérez | Venceu    | [ 38 ] |
| Prêmios Globo de Ouro        | 5 de janeiro de 2025    | Melhor Filme em Língua Estrangeira | Emilia Pérez | Venceu    | [ 38 ] |
| Prêmios Globo de Ouro        | 5 de janeiro de 2025    | Melhor Atriz em Comédia ou Musical | Karla Sofía Gascón | Indicada  | [ 38 ] |
| Prêmios Globo de Ouro        | 5 de janeiro de 2025    | Melhor Atriz Coadjuvante - Cinema  | Selena Gomez | Indicada  | [ 38 ] |
| Prêmios Globo de Ouro        | 5 de janeiro de 2025    | Melhor Atriz Coadjuvante - Cinema  | Zoe Saldaña | Venceu    | [ 38 ] |
| Prêmios Globo de Ouro        | 5 de janeiro de 2025    | Melhor Diretor (Filme)             | Jacques Audiard | Indicado  | [ 38 ] |
| Prêmios Globo de Ouro        | 5 de janeiro de 2025    | Melhor Roteiro                     | Jacques Audiard | Indicado  | [ 38 ] |
| Prêmios Globo de Ouro        | 5 de janeiro de 2025    | Melhor Trilha Sonora Original      | Clément Ducol & Camille                                                                                                   | Indicado  | [ 38 ] |
| Prêmios Globo de Ouro        | 5 de janeiro de 2025    | Melhor Canção Original             | El Mal - Música: Clément Ducol, Camille; Letra: Clément Ducol, Camille, Jacques Audiard                                   | Venceu    | [ 38 ] |
| Prêmios Globo de Ouro        | 5 de janeiro de 2025    | Melhor Canção Original             | Mi Camino - Música e letra: Clément Ducol, Camille                                                                        | Indicado  | [ 38 ] |
| Critics' Choice Awards       | 7 de fevereiro de 2025  | Melhor Filme                       | Emilia Pérez | Indicado  | [ 39 ] |
| Critics' Choice Awards       | 7 de fevereiro de 2025  | Melhor Diretor                     | Jacques Audiard | Indicado  | [ 39 ] |
| Critics' Choice Awards       | 7 de fevereiro de 2025  | Melhor Atriz                       | Karla Sofía Gascón | Indicado  | [ 39 ] |
| Critics' Choice Awards       | 7 de fevereiro de 2025  | Melhor Atriz Coadjuvante           | Zoë Saldaña | Venceu    | [ 39 ] |
| Critics' Choice Awards       | 7 de fevereiro de 2025  | Melhor Elenco                      | Emilia Pérez | Indicado  | [ 39 ] |
| Critics' Choice Awards       | 7 de fevereiro de 2025  | Melhor Roteiro Adaptado            | Jacques Audiard | Indicado  | [ 39 ] |
| Critics' Choice Awards       | 7 de fevereiro de 2025  | Melhor Filme Estrangeiro           | Emilia Pérez | Venceu    | [ 39 ] |
| Critics' Choice Awards       | 7 de fevereiro de 2025  | Melhor Trilha Sonora               | Clément Ducol e Camille                                                                                                   | Indicado  | [ 39 ] |
| Critics' Choice Awards       | 7 de fevereiro de 2025  | Melhor Canção                      | "El Mal" (Clément Ducol, Camille e Jacques Audiard, compositores; Zoe Saldaña, Karla Sofía Gascón e Camille, intérpretes) | Venceu    | [ 39 ] |
| Critics' Choice Awards       | 7 de fevereiro de 2025  | Melhor Canção                      | "Mi Camino" (Clément Ducol e Camille, compositores; Selena Gomez, intérprete)                                             | Indicado  | [ 39 ] |
| BAFTA                        | 16 de fevereiro de 2025 | Melhor Filme                       | Emilia Pérez | Indicado  | [ 40 ] |
| BAFTA                        | 16 de fevereiro de 2025 | Melhor Diretor                     | Jacques Audiard | Indicado  | [ 40 ] |
| BAFTA                        | 16 de fevereiro de 2025 | Melhor Atriz                       | Karla Sofía Gascón | Indicado  | [ 40 ] |
| BAFTA                        | 16 de fevereiro de 2025 | Melhor Atriz Coadjuvante           | Zoe Saldaña | Venceu    | [ 40 ] |
| BAFTA                        | 16 de fevereiro de 2025 | Melhor Atriz Coadjuvante           | Selena Gomez | Indicado  | [ 40 ] |
| BAFTA                        | 16 de fevereiro de 2025 | Melhor Roteiro Adaptado            | Jacques Audiard | Indicado  | [ 40 ] |
| BAFTA                        | 16 de fevereiro de 2025 | Melhor Cinematografia              | Paul Guilhaume | Indicado  | [ 40 ] |
| BAFTA                        | 16 de fevereiro de 2025 | Melhor Trilha Sonora               | Camille e Clément Ducol                                                                                                   | Indicado  | [ 40 ] |
| BAFTA                        | 16 de fevereiro de 2025 | Melhor Maquiagem e Caracterização  | Julia-Floch Carbonel, Emmanuel Janvier, Jean-Christophe Spadaccini e Romain Marietti                                      | Indicado  | [ 40 ] |
| BAFTA                        | 16 de fevereiro de 2025 | Melhor Edição                      | Juliette Welfling | Indicado  | [ 40 ] |
| BAFTA                        | 16 de fevereiro de 2025 | Melhor Filme não em Língua Inglesa | Jacques Audiard | Venceu    | [ 40 ] |
| SAG Awards                   | 23 de fevereiro de 2025 | Melhor Elenco em Cinema            | Emilia Pérez - Karla Sofía Gascón, Selena Gomez, Adriana Paz, Zoe Saldaña                                                 | Indicado  | [ 41 ] |
| SAG Awards                   | 23 de fevereiro de 2025 | Melhor Atriz Principal em Cinema   | Karla Sofía Gascón | Indicado  | [ 41 ] |
| SAG Awards                   | 23 de fevereiro de 2025 | Melhor Atriz Coadjuvante em Cinema | Zoë Saldaña | Venceu    | [ 41 ] |
| Óscars                       | 2 de março de 2025      | Melhor Filme                       | Emilia Pérez | Indicado  | [ 42 ] |
| Óscars                       | 2 de março de 2025      | Melhor Diretor                     | Jacques Audiard | Indicado  | [ 42 ] |
| Óscars                       | 2 de março de 2025      | Melhor Atriz                       | Karla Sofía Gascón | Indicado  | [ 42 ] |
| Óscars                       | 2 de março de 2025      | Melhor Atriz Coadjuvante           | Zoe Saldaña | Venceu    | [ 42 ] |
| Óscars                       | 2 de março de 2025      | Melhor Roteiro Adaptado            | Jacques Audiard, em colaboração com Thomas Bidegain, Léa Mysius e Nicolas Livecchi                                        | Indicado  | [ 42 ] |
| Óscars                       | 2 de março de 2025      | Melhor Filme Internacional         | França | Indicado  | [ 42 ] |
| Óscars                       | 2 de março de 2025      | Melhor Edição                      | Juliette Welfling | Indicado  | [ 42 ] |
| Óscars                       | 2 de março de 2025      | Melhor Som                         | Erwan Kerzanet, Aymeric Devoldère, Maxence Dussère, Cyril Holtz e Niels Barletta                                          | Indicado  | [ 42 ] |
| Óscars                       | 2 de março de 2025      | Melhor Fotografia                  | Paul Guilhaume | Indicado  |        |
| Óscars                       | 2 de março de 2025      | Melhor Maquiagem e Penteados       | Julia Floch Carbonel, Emmanuel Janvier, Jean-Christophe Spadaccini, e Romain Marietti                                     | Indicado  |        |
| Óscars                       | 2 de março de 2025      | Melhor Trilha Sonora               | Clément Ducol e Camille                                                                                                   | Indicado  |        |
| Óscars                       | 2 de março de 2025      | Melhor Canção Original             | "El Mal" (música: Clément Ducol e Camille, letras: Clément Ducol, Camille e Jacques Audiard)                              | Venceu    |        |
| Óscars                       | 2 de março de 2025      | Melhor Canção Original             | "Mi Camino" (música e letras: Camille e Clément Ducol)                                                                    | Indicado  |        |